# Имран
Имра́н (араб. عمران‎) — в Коране отец Марьям. Упоминается в Коране трижды: (3:33), (3:35), (66:12).

## В Коране
Третья сура Корана называется Аль Имран («Семейство Имрана»). В ней повествуется об Имране и его благочестивой семье.

Воистину, Аллах избрал над мирами Адама, Нуха (Ноя), род Ибрахима (Авраама) и род Имрана.
—  3:33 (Кулиев)

А также Марьям (Марию), дочь Имрана, которая сберегла целомудрие, и Мы вдохнули через него (через вырез на её одежде) посредством Нашего Духа (Джибриля). Она уверовала в Слова своего Господа и Его Писания и была одной из покорных.
—  66:12 (Кулиев)
И в Библии, и в Коране упоминаются по два разных персонажа с именем Амрам-Имран. Один из них совпадает. Это отец братьев Харуна (Аарона) и Мусы (Моисея) и их сестры Мириам. В Коране, без достаточного объяснения, под Имраном понимается также и отец Марьям (мать пророка Исы), упомянутый в христианстве только в Протоевангелие Иакова, как Святой Иоаким. В Библии упоминается второй Амрам, сын Вания, который расстался с женой-нееврейкой, на которой женился в изгнании (Езд.10:34).